# Efebofili
Efebofili betyder at en voksen persons seksuelle drifter primært er rettet imod unge i slutningen af puberteten, typisk i alderen ca. 15-19 år. Til forskel herfra er hebefili tiltrækning af børn/unge i starten af puberteten (typisk 11-14 år), mens pædofili klinisk (men ikke juridisk) dækker over tiltrækning mod børn som endnu ikke er kommet i puberteten. Mange kan finde personer i denne aldersgruppe attraktive, da de er kønsmodne og dermed biologisk set voksne.. Efebofili bruges derfor kun til at betegne individer, der foretrækker personer i dette udviklingsstadie, ikke individer, der blot finder dem tiltrækkende.Efebofili betragtes ikke som perverst eller som en forstyrrelse, medmindre det resulterer i misbrug af andre eller i funktionsforstyrrelser. 
Efebofil praksis er i mange tilfælde tilladt, idet en seksuel lavalder på 15 år (som i de fleste europæiske lande) vil gøre at de seksuelle forhold er tilladt. I lande som USA, hvor den seksuelle lavalder er højere, kan den efebofile i højere grad komme i konflikt med loven. Under alle omstændigheder er ældre voksnes seksuelle tiltrækning til personer i denne aldersgruppe ofte socialt ildeset i de fleste vestlige samfund.
Begrebet pædofili bruges ofte fejlagtigt om alle tilfælde, hvor en voksen er tiltrukket af en person under den seksuelle lavalder, eller i nogle tilfælde myndighedsalderen. Denne sprogbrug kan skyldes uklarhed om, hvad der betegnes som et barn. Biologisk set er objekterne for den efebofiles seksualitet ikke børn, men det er de til en hvis grad socio-juridisk: Samfundet ønsker at beskytte dem imod udnyttelse.

## References
1. ↑  S. Berlin, Frederick. "Interview with Frederick S. Berlin, M.D., Ph.D." Office of Media Relations. Arkiveret fra originalen den 23. juni 2011. Hentet 2008-06-27.{{cite web}}:  CS1-vedligeholdelse: BOT: original-url status ukendt (link)
2. ↑  Krafft-Ebing, R.; Moll, A. (1924). Psychopathia sexualis. Stuttgart: Ferdinand Enke.
3. ↑  Blanchard, R.; Lykins, A. D.; Wherrett, D.; Kuban, M. E.; Cantor, J. M.; Blak, T.; Dickey, R.; Klassen, P. E. (2008). "Pedophilia, hebephilia, and the DSM–V". Archives of Sexual Behavior. 38 (3): 335-350. doi:10.1007/s10508-008-9399-9. PMID 18686026.
4. ↑  Foley, Sharon R.; Arthur, K.; Kelly, B. (2006). "Psychiatric sequelae of Parkinson disease: a case report". European Psychiatry. 21 (3): 211-213. doi:10.1016/j.eurpsy.2005.05.007. PMID 16137863.